# Crosswind : La Croisée des vents
Pour plus de détails, voir Fiche technique et Distribution.
Crosswind : La Croisée des vents (Risttuules) est un film estonien réalisé par Martti Helde et sorti en 2014.

## Synopsis
Le 14 juin 1941, suivant un ordre de Staline, des Estoniens sont arrêtés arbitrairement, dépossédés de leurs biens et déportés, pour la seule raison de leur appartenance à la culture estonienne. Parmi eux, figure Erna, qui est envoyée en Sibérie avec sa petite fille, et séparée de son mari, déporté ailleurs. Pendant les 15 ans que dureront sa détention, elle continuera d'écrire des lettres à son mari pour raconter ce qu'elle vit et continuer d'espérer.

## Fiche technique
- Titre original : Risttuules
- Titre international : In the Crosswind
- Titre français : Crosswind : La Croisée des vents
- Réalisation : Martti Helde
- Scénario : Martti Helde et Liis Nimik, d'après des lettres réelles de déportées
- Musique : Pärt Uusberg
- Photographie : Erik Põllumaa
- Montage : Liis Nimik et Tanel Toomsalu
- Décors : Reet Brandt
- Costumes : Anna-Liisa Liiver
- Production : Pille Rünk et Piret Tibbo-Hudgins, en coproduction avec Sergei Serpuhov
- Sociétés de production : Allfilm, en coproduction avec Baltic Pine Films
- Sociétés de distribution : Deckert Distribution (international), ARP Sélection (France)
- Pays d'origine :  Estonie
- Langue originale : estonien
- Format : noir et blanc
- Durée : 90 minutes
- Dates de sortie :
  - Estonie : 28 mars 2014
  - France : 21 janvier 2015 (Festival d'Angers) ; 11 mars 2015 (sortie nationale)

## Distribution
- Laura Peterson : Erna
- Mirt Preegel : Eliide
- Ingrid Isotamm : Hermiine
- Tarmo Song : Heldur
- Einar Hillep : le chef du kolkhoze

## Distinctions
- Festival du film Nuits noires de Tallinn 2014 : Prix du jury, prix estonien du film et meilleure photographie
- Festival international du film de Thessalonique 2014 : Prix spécial pour l'accomplissement artistique
- Festival international du film de Varsovie 2014 : Prix du jury œcuménique
- Festival international du film de Mannheim-Heidelberg 2014 : Recommandations des propriétaires de cinémas
- Festival Premiers Plans d'Angers 2015 : Grand prix du jury - mention spéciale
- Festival international du film de Göteborg 2015 : Prix du public